# Плавание на летней Спартакиаде народов СССР 1979
Соревнования по плаванию на VII летней Спартакиаде народов СССР проходили в Москве, в Плавательном бассейне Центрального стадиона имени В. И. Ленина, 25—31 июля 1979 года. Результаты советских спортсменов также шли в зачёт XLVIII чемпионата СССР по плаванию.

## Результаты

### Мужчины
| 1 | Фернандо Каналис | Пуэрто-Рико     | 51,81 |
| 2 | Сергей Копляков  | Белорусская ССР | 51,87 |
| 3 | Сергей Красюк    | Украинская ССР  | 52,27 |

| 1 | Сергей Копляков | Белорусская ССР | 1.50,13 |
| 2 | Андрей Крылов   | Ленинград       | 1.52,17 |
| 3 | Грэм Бревер     | Австралия       | 1.53,42 |

| 1 | Владимир Сальников | Ленинград     | 3.52,56 |
| 2 | Ивар Стуколкин     | Эстонская ССР | 3.56,41 |
| 3 | Даниэль Махек      | Чехословакия  | 3.57,65 |

| 1 | Владимир Сальников | Ленинград | 15.12,33 |
| 2 | Александр Чаев     | РСФСР     | 15.30,44 |
| 3 | Дмитрий Селиванов  | Москва    | 15.40,87 |

| 1 | Александр Федоровский | РСФСР          | 1.03,84 |
| 2 | Арсен Мискаров        | Латвийская ССР | 1.04,63 |
| 3 | Сигэхиро Такахаси     | Япония         | 1.05,25 |

| 1 | Робертас Жулпа        | Литовская ССР | 2.17,59 |
| 2 | Тимур Подмарёв        | Узбекская ССР | 2.18,66 |
| 3 | Александр Федоровский | РСФСР         | 2.19,71 |

| 1 | Милослав Ролко        | Чехословакия   | 55,80 |
| 2 | Евгений Середин       | Ленинград      | 56,17 |
| 3 | Александр Маначинский | Украинская ССР | 56,17 |

| 1 | Сергей Фесенко  | Украинская ССР | 1.59,90 |
| 2 | Михаил Горелик  | Ленинград      | 2.03,63 |
| 3 | Сергей Коротаев | Москва         | 2.04,00 |

| 1 | Александр Сидоренко | Украинская ССР | 57,56 |
| 2 | Виктор Кузнецов     | Ленинград      | 58,03 |
| 3 | Милослав Ролко      | Чехословакия   | 58,27 |

| 1 | Владимир Долгов | Украинская ССР | 2.05,43 |
| 2 | Сергей Поспелов | РСФСР          | 2.05,49 |
| 3 | Милослав Ролко  | Чехословакия   | 2.05,75 |

| 1 | Александр Сидоренко | Украинская ССР | 4.24,78 |
| 2 | Сергей Фесенко      | Украинская ССР | 4.25,22 |
| 3 | Милослав Ролко      | Чехословакия   | 4.30,88 |

| Эстафета 4×200 м вольный стиль | Эстафета 4×200 м вольный стиль | Эстафета 4×200 м вольный стиль                                      | Эстафета 4×200 м вольный стиль | Эстафета 4×200 м вольный стиль |
| Место                          | Команда                        | Состав команды                                                      | Время                          |                                |
| ------------------------------ | ------------------------------ | ------------------------------------------------------------------- | ------------------------------ | ------------------------------ |
| 1                              | Ленинград                      | Сергей Русин, Владимир Сальников, Евгений Середин, Андрей Крылов    | 7.35,88                        |                                |
| 2                              | Москва                         | Александр Юдин, Владимир Михеев, Игорь Нестеров, Алексей Филонов    | 7.38,04                        |                                |
| 3                              | Украинская ССР                 | Владимир Раскатов, Александр Сидоренко, Сергей Фесенко, Игорь Мацан | 7.40,20                        |                                |

| Комбинированная эстафета 4×100 м | Комбинированная эстафета 4×100 м | Комбинированная эстафета 4×100 м                                                      | Комбинированная эстафета 4×100 м | Комбинированная эстафета 4×100 м |
| Место                            | Команда                          | Состав команды                                                                        | Время                            |                                  |
| -------------------------------- | -------------------------------- | ------------------------------------------------------------------------------------- | -------------------------------- | -------------------------------- |
| 1                                | Ленинград                        | Виктор Кузнецов, Владимир Флюнт, Евгений Середин, Андрей Крылов                       | 3.48,57                          |                                  |
| 2                                | Украинская ССР                   | Александр Сидоренко, Андрей Черненко, Александр Маначинский, Сергей Красюк            | 3.51,33                          |                                  |
| 3                                | РСФСР                            | Алексей Поспелов[уточнить], Александр Федоровский, Сергей Федоров, Алексей Марковский | 3.51,87                          |                                  |

### Женщины
| 1 | Ольга Клевакина | Москва   | 57,14 |
| 2 | Лене Енссен     | Норвегия | 57,91 |
| 3 | Инес Дирс       | ГДР      | 58,03 |
|   |                 |          |       |

| 1 | Ольга Клевакина | Москва | 2.03,89 |
| 2 | Инес Дирс       | ГДР    | 2.04,05 |
| 3 | Бригитта Енссон | Швеция | 2.04,34 |
|   |                 |        |         |

| 1 | Мишель Форд        | Австралия      | 4.19,10 |
| 2 | Инес Дирс          | ГДР            | 4.19,20 |
| 3 | Галина Емельяненко | Украинская ССР | 4.20,70 |
|   |                    |                |         |

| 1 | Мишель Форд        | Австралия      | 8.44,38 |
| 2 | Оксана Комиссарова | РСФСР          | 8.48,28 |
| 3 | Галина Емельяненко | Украинская ССР | 8.54,14 |
|   |                    |                |         |

| 1 | Юлия Богданова     | Ленинград     | 1.10,52 |
| 2 | Лина Качюшите      | Литовская ССР | 1.11,66 |
| 3 | Эльвира Василькова | РСФСР         | 1.12,49 |
|   |                    |               |         |

| 1 | Лина Качюшите      | Литовская ССР | 2.30,80 |
| 2 | Юлия Богданова     | Ленинград     | 2.32,01 |
| 3 | Светлана Варганова | Ленинград     | 2.32,85 |
|   |                    |               |         |

| 1 | Линда Ханэл     | Австралия | 1.03,16 |
| 2 | Алла Грищенкова | Москва    | 1.03,49 |
| 3 | Ольга Клевакина | Москва    | 1.04,50 |
|   |                 |           |         |

| 1 | Мишель Форд     | Австралия | 2.13,87 |
| 2 | Линда Ханэл     | Австралия | 2.15,70 |
| 3 | Алла Грищенкова | Москва    | 2.16,20 |
|   |                 |           |         |

| 1 | Кармен Буначу    | СРР   | 1.04,77 |
| 2 | Лариса Горчакова | РСФСР | 1.04,79 |
| 3 | Елена Круглова   | РСФСР | 1.05,27 |
|   |                  |       |         |

| 1 | Кармен Буначу  | СРР            | 2.14,52 |
| 2 | Елена Круглова | РСФСР          | 2.19,25 |
| 3 | Ирина Орлюк    | Украинская ССР | 2.20,56 |
|   |                |                |         |

| 1 | Ольга Клевакина  | Москва | 4.55,88 |
| 2 | Иринел Панулеску | СРР    | 5.01,08 |
| 3 | Мариана Параскив | СРР    | 5.02,28 |
|   |                  |        |         |

| Эстафета 4×100 м вольный стиль | Эстафета 4×100 м вольный стиль | Эстафета 4×100 м вольный стиль                                         | Эстафета 4×100 м вольный стиль | Эстафета 4×100 м вольный стиль |
| Место                          | Команда                        | Состав команды                                                         | Время                          |                                |
| ------------------------------ | ------------------------------ | ---------------------------------------------------------------------- | ------------------------------ | ------------------------------ |
| 1                              | Москва                         | Валерия Тарбеева, Марина Новикова, Лариса Царёва, Ольга Клевакина      | 3.56,80                        |                                |
| 2                              | РСФСР                          | Евгения Чувиковская, Елена Бунина, Наталья Струнникова, Ольга Елисеева | 3.59,34                        |                                |
| 3                              | Украинская ССР                 | Татьяна Мациборко, Ирина Калашникова, Елена Ермолаева, Марина Горовых  | 4.03,43                        |                                |
|                                |                                |                                                                        |                                |                                |

| Комбинированная эстафета 4×100 м | Комбинированная эстафета 4×100 м | Комбинированная эстафета 4×100 м                                 | Комбинированная эстафета 4×100 м | Комбинированная эстафета 4×100 м |
| Место                            | Команда                          | Состав команды                                                   | Время                            |                                  |
| -------------------------------- | -------------------------------- | ---------------------------------------------------------------- | -------------------------------- | -------------------------------- |
| 1                                | РСФСР                            | Елена Круглова, Елена Саврова, Елена Бунина, Ольга Елисеева      | 4.23,30                          |                                  |
| 2                                | Москва                           | Ирина Будылина, Марина Кошевая, Алла Грищенкова, Ольга Клевакина | 4.23,90                          |                                  |
| 3                                | Украинская ССР                   | Ирина Орлюк, Татьяна Выборнова, Лариса Поливода, Марина Горовых  | 4.25,69                          |                                  |
|                                  |                                  |                                                                  |                                  |                                  |